# Steindachneria
Steindachneria is een monotypisch geslacht van straalvinnige vissen uit de familie van heken (Merlucciidae).

## Soort
- Steindachneria argentea Goode & Bean, 1896